# Al-Husayn ibn al-Numayr
Al-Ḥuṣayn ibn al-Numayr al-Sakūnī (in arabo ﺍﻟﺤﺼﻴﻦ ﺑﻦ ﺍﻟﻨﻤﻴﺮ‎?; ... – 5-6 agosto 686) è stato un generale arabo omayyade.
Componente della tribù araba dei B. Sakūn, una sotto-tribù dei Kinda, sarebbe stato l'artefice della pacificazione dell'Haḍramawṭ nel 632, durante le guerre della ridda, ma vari studiosi pensano che si tratti di un omonimo del generale omayyade. La sua presenza nella battaglia di Ṣiffīn è invece attestata nel 657 tra le file omayyadi. È anche ricordato come il comandante di un raid estivo in territorio anatolico bizantino nel 678 e nel 681/682.
Sotto Yazīd I (reg. 680–683) divenne Governatore del Jund di Ḥimṣ, e in questa veste organizzò la spedizione inviata a domare la rivolta di Medina e della Mecca nel 683, comandata da Muslim ibn ʿUqba. Dopo la morte di Muslim, gli succedette al comando della campagna che si concluse con l'assedio di Medina e la sua espugnazione (683) e con l'assedio posto alla Mecca, controllata da Ibn al-Zubayr, e che durò due mesi.

Fu durante questo assedio che la Kaʿba andò incidentalmente a fuoco. Al-Ḥuṣayn mantenne l'assedio finché non sopraggiunse la notizia dell'improvvisa morte del Califfo Yazīd. A quel punto, nelle giornate confuse che ne seguirono, al-Ḥuṣayn pensò fosse opportuno tornare a Damasco per assicurare una non semplice successione al giovane figlio di Yazīd, Muʿāwiya II.
Tornato in Siria, svolse un ruolo importante nell'assicurare alla famiglia omayyade la nomina a Califfo dell'esperto (benché in là con gli anni) Marwān b. al-Ḥakam, anziché del giovane nipote di Yazīd (e figlio di Muʿāwiya II), Khālid ibn Muʿāwiya. L'abile esponente omayyade, ʿUbayd Allāh b. Ziyād lo inviò allora in Jazīra, dove egli sbaragliò il 6 gennaio 685 il movimento alide dei Penitenti (tawwabūn) nella Battaglia di 'Ayn al-Warda. Al-Ḥuṣayn partecipò anche alla tentata riconquista dell'Iraq agli ordini di ʿUbayd Allāh b. Ziyād e come lui cadde ucciso nella battaglia del Khazir del 6 agosto 686.
Suo figlio, Yazīd ibn al-Ḥuṣayn, combatté parimenti per gli Omayyadi nella Seconda Fitna e servì come Governatore di Ḥimṣ per Umar II (reg. 717–720), mentre suo nipote Muʿāwiya servì come Governatore della stessa città per Yazīd III (reg. 743–744), ma passò dalla parte di Marwān II (reg. 744–750) durante la Terza Fitna.